# Вамав-Кавиль
Вамав-Кавиль (майя: wa?-ma?-wi K'AWI :L) — правитель Канульского царство со столицей в Калакмуле.

## Биография
Вамав-Кавиль является преемником Юкном-Ток-Кавиля.
Он спровоцировал конфликт между царствами Шукууп и Цусо, поддержав Цусо, благодаря чему правитель Цусо одержал победу.
В 2007 году была обнаружена новая надпись с упоминанием Вамав-Кавиля. Небольшая панель в частной коллекции упоминает царя и изображает его играющим в мяч вместе с царём Хиш-Вица. Это позволяет предположить, что Кануль смог сохранить по крайней мере часть своих подчинённых участков.
Его преемником стал Мо-Кавиль.